# مطار جيانسانينغ
مطار جيانسانينغ (بالإنجليزية: Jiansanjiang Airport)‏ و(بالصينية: 建三江机场) : هو مطار عام يقع بمدينة Jiansanjiang  ( جيانسانينغ ) في الصين. يبلغ طول المدرج 2500 م .

## وصلات خارجية
- http://www.flightstats.com/go/Airport/airportDetails.do?airportCode=